# Acanthocarpus
Acanthocarpus Lehm. – rodzaj roślin z rodziny szparagowatych. Obejmuje siedem gatunków występujących endemicznie w zachodniej Australii. Rośliny te zasiedlają formacje stepowe z Triodia na glebach piaszczystych, piaszczysto-gliniastych i wapiennych, niskie wrzosowiska, formacje zaroślowe na nadbrzeżnych wydmach, na glebach piaskowcowych lub piaszczystych, a także brzegi cieków wodnych, rosną w zaroślach i lasach, na glebach piaszczystych lub piaszczysto-gliniastych.
Nazwa naukowa rodzaju pochodzi od greckich słów άκανθα (akantha – cierń, kolec) i καρπός (karpos – owoc.

## Morfologia i biologia
Wieloletnie, kłączowe rośliny zielne o wysokości do 1 metra, tworzące kępy. Liście naprzemianległe, siedzące, równowąskie, tworzące u nasady pochwy liściowe zachodzące na siebie i okalające łodygę. Oś główna łodygi prosta, u starszych roślin z krótkimi, bocznymi odgałęzieniami lub rozwidlona. Kwiaty obupłciowe, małe, zebrane w zredukowaną wierzchotkę, wsparte przysadkami (u Acanthocarpus verticillatus w grono z 1–3 okółkami kwiatów). Kwiatostany wyrastające na końcach bocznych odgałęzień łodygi lub kątowo w jej górnym odcinku. Listki okwiatu krótko zrośnięte, niemal równej wielkości, trwałe, różowe lub białe z brązowymi lub fioletowymi żyłkami.  Nitki pręcików osadzone na listkach okwiatu; pylniki podługowate, osadzone grzbietowo, skierowane do wewnątrz, pękające przez podłużne szczeliny. Zalążnia mała, jajowata, trójkomorowa z pojedynczym zalążkiem w każdej komorze. Szyjka słupka nitkowata, długości pręcików, zakończona drobnym, prostym znamieniem. Owocami są trójwrębne, kulistawe torebki, pokryte szorstkimi wyrostkami, brodawkowate, rzadko nagie, zawierające od 1 do 3 kulistawych do elipsoidalnych, złotobrązowych nasion.
Liczba chromosomów 2n wynosi 16 lub 32.

## Systematyka
Pozycja systematycznaRodzaj z plemienia Lomandreae  podrodziny Lomandroideae w obrębie rodziny szparagowatych Asparagaceae.
Wykaz gatunków
- Acanthocarpus canaliculatus A.S.George
- Acanthocarpus humilis A.S.George
- Acanthocarpus parviflorus A.S.George
- Acanthocarpus preissii Lehm.
- Acanthocarpus robustus A.S.George
- Acanthocarpus rupestris A.S.George
- Acanthocarpus verticillatus A.S.George